# Трансчоловік
Трансчоловік — це чоловік, якому при народженні було призначено жіночу стать. Багато трансчоловіків вирішують провести хірургічний або гормональний перехід, або обидва, щоб змінити свій зовнішній вигляд таким чином, щоб він відповідав їхній гендерній ідентичності або полегшував гендерну дисфорію.
Хоча більшість трансчоловіків ідентифікують себе як гетеросексуальних (тобто їх сексуально приваблюють жінки), трансчоловіки, як і чоловіки-цисгендери, можуть мати будь-яку сексуальну орієнтацію або гендерну ідентичність, такі як гомосексуали, бісексуали, пансексуали або асексуали, деякі трансчоловіки можуть вважати звичайні ярлики сексуальної орієнтації непридатними для них, і в цьому випадку вони можуть обрати використання такого терміна, як квір.

## Термінологія

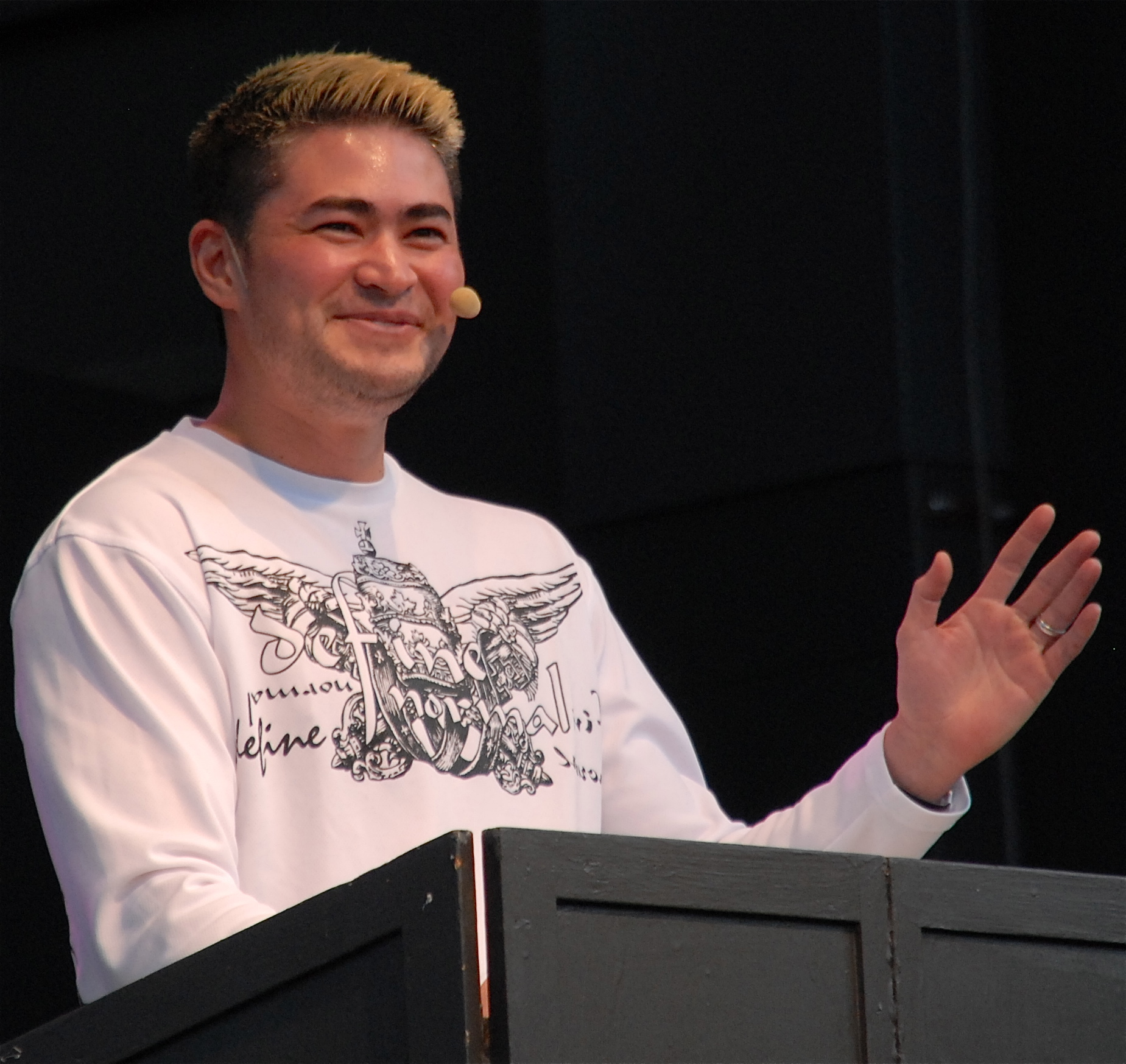
Томас Біті на « Stockholm Pride 2011», відомий у ЗМІ як Вагітна людина, транссексуал, який народив трьох дітей.

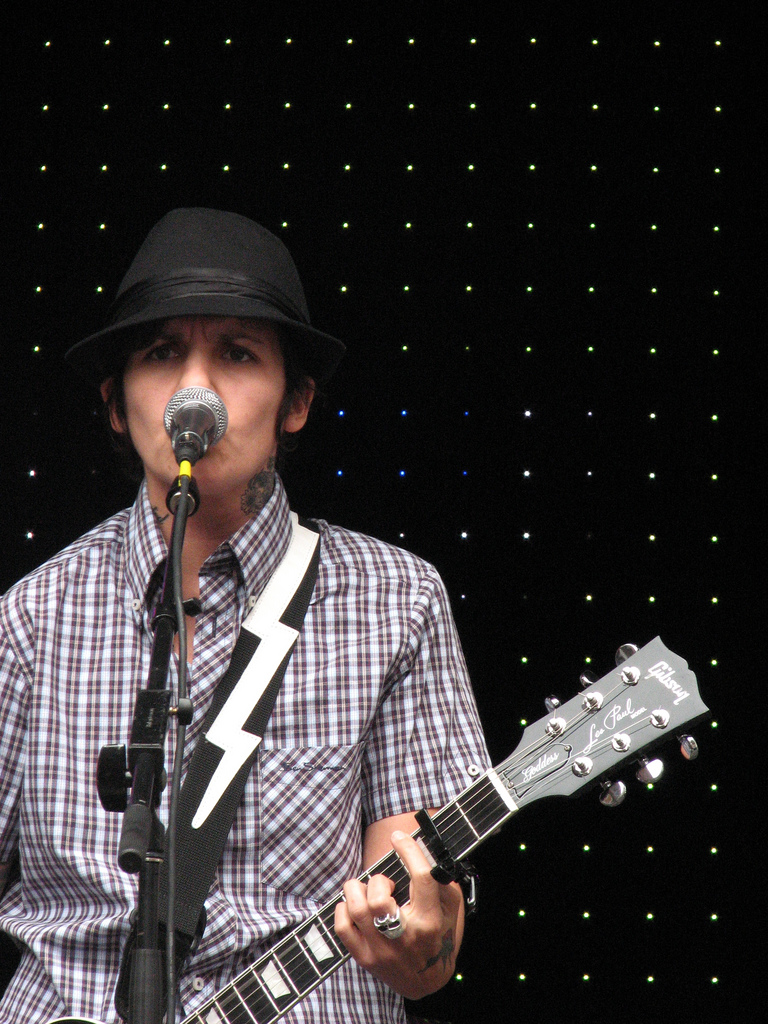
Лукас Сільвейра, соліст і гітарист групи The Cliks

Термін транслюдина використовується як коротка форма для будь-якої ідентичності (транссексуал і трансгендер). Трансгендерний чоловік — загальний термін, який може включати будь-кого, кому було визначено жіночу стать при народженні (AFAB), але він сам ідентифікує себе як чоловіка. Наприклад, деякі андрогіни або небінарні люди можуть визначити себе трансгендерами. Оскільки трансгендер — це загальний термін, він може бути неточним і не завжди описує конкретні особливості та досвід.
Термін транссексуал виник у медичній та психологічній спільнотах. Однак, на відміну від терміна трансгендер, транссексуал не є загальним терміном, і багато трансгендерів не ідентифікують себе як такі. Транссексуал — це термін для позначення людей, які відчувають, що їх статеві органи не відображають їх гендер і вирішили змінити якийсь аспект свого тіла.

## Перехід

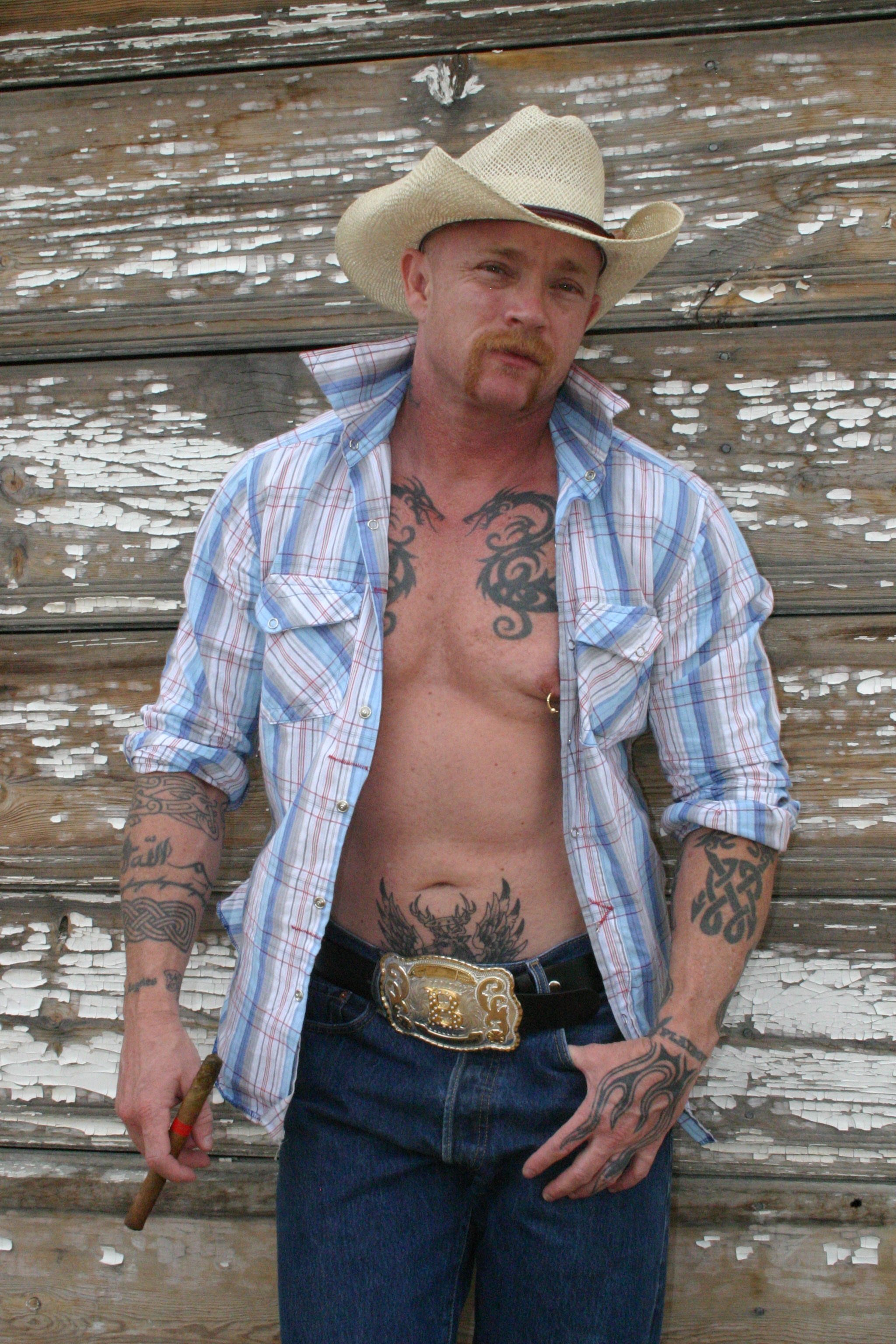
Бак Ангел, трансчоловік і продюсер фільмів для дорослих

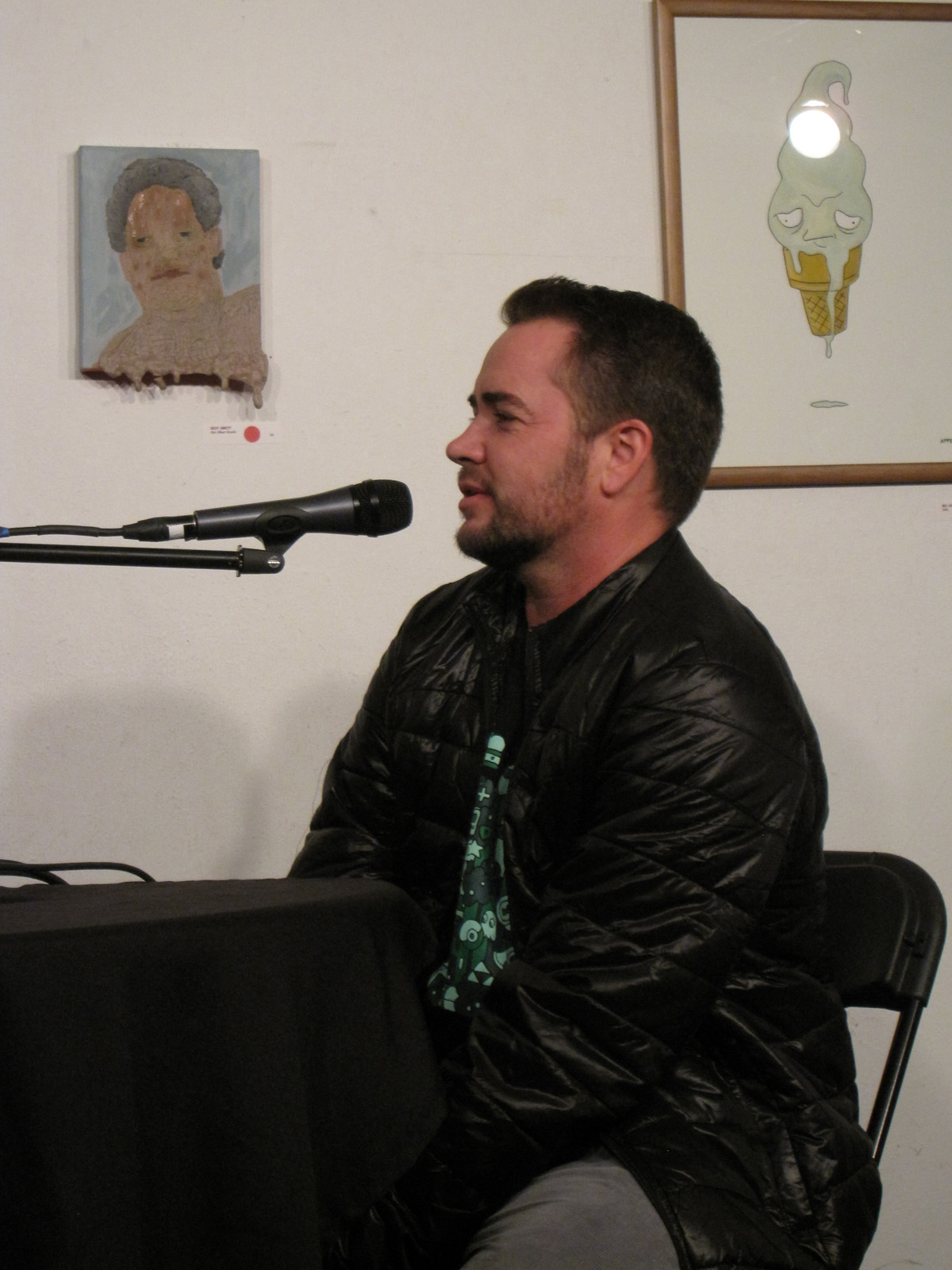
Ян Гарві, американський комік і відкритий трансгендер

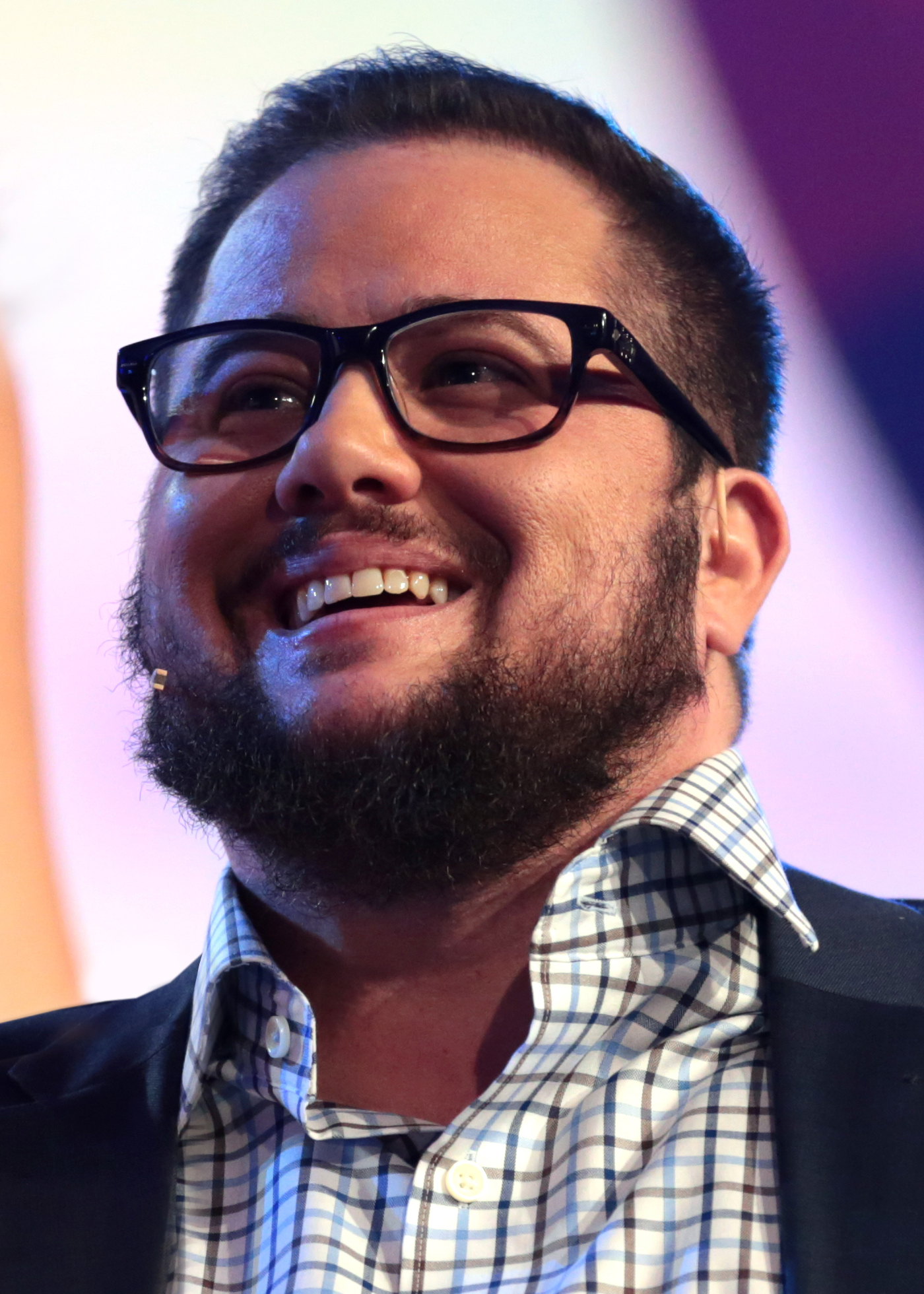
Чаз Боно, американський автор і трансгендерний активіст

Терміном транслюди називають жінок і чоловіків транссексуалів, які зазнали замісної гормональної терапії (HRT) або зміни статі (SRS), або обидвох процедур. Визначення переходу розширилося, включивши теорії психологічного розвитку та додаткові методи самоприйняття. Багато з тих, хто визнає себе трансгендером, можуть зіткнутися з гендерною дисфорією .
Чоловіки-транссексуали та трансгендери можуть звертатися до лікарів, щоб розпочати перехід та зробити своє тіло якомога конгруентнішим зі своєю гендерною презентацією. Однак багато трансгендерних та транссексуальних чоловіків не можуть дозволити собі або відмовитись від операції чи замісної гормональної терапії.
Багато трансчоловіків, хто не зробив мастектомії, вирішують перев'язувати груди. Існує кілька різних методів підв'язування, включаючи використання спортивних бюстгальтерів та спеціально виготовлених підв'язок. Бинти, хоча їх часто зображують у попкультурі, ніколи не слід використовувати, оскільки вони стискають грудну клітину, що може призвести до травмування і серйозних ускладнень.
Деякі трансчоловіки можуть також використовувати різні підкладки, щоб створити фалічну опуклість в промежині під одягом. Існують пристрої, створені для транссексуалів, щоб вони могли мочитися через них, або для сексуального проникнення, або іншої сексуальної активності.
Перехід може передбачати деякі або всі наступні кроки:
- Соціальний перехід: використання бажаного імені та займенників, носіння відповідного одягу, розголошення родині, друзям та, як правило, на робочому місці/в школі.
- Терапія зміни статі: замісна гормональна терапія (ЗГТ) та/або хірургічне втручання (SRS)[14]
- Юридичне підтвердження: виправлення імені та (іноді) статевого маркера в документах, що посвідчують особу.[15][16]

Бути соціально прийнятим чоловіком може бути складним завданням для трансчоловіків, які не перенесли ЗГТ та/або операцію. Деякі трансчоловіки можуть вирішити представляти себе жінкою в певних соціальних ситуаціях (наприклад, на роботі). Після фізичного переходу трансчоловіки зазвичай живут як чоловіки. Однак деякі з них можуть вирішити використовувати і залучати свої тіла для вагітності, народження дитини та годування грудьми.

## Поширеність, ідентичність та стосунки
У Сполучених Штатах співвідношення серед чоловіків у загальній популяції точно не відоме, але оцінки коливаються від 1:2000 до 1:100 000. Дослідження Бюро перепису населення США у 2015 році свідчить про те, що в записах переписів було змінено близько 58 000 імен, що відповідає переходам від жінок до чоловіків, хоча лише 7500 з них також змінили своє статеве кодування.
Трансчоловік може бути геєм, бісексуалом, пансексуалом, полісексуалом, асексуалом, демісексуалом тощо, а деякі трансчоловіки вважають традиційні ярлики сексуальної орієнтації неадекватними або непридатними для них. У літературі зазвичай вказується, що сексуальний потяг до представників їхньої ж статі є значно рідшим серед трансчоловіків, ніж серед трансжінок; переважна більшість трансчоловіків є гетеросексуальними.
Деякі трансчоловіки зустрічаються з гетеросексуальними жінками, тоді як інші трансчоловіки зустрічаються з квір-жінками Трансчоловіки також часто мають хороші стосунки з лесбійською спільнотою, вони краще ідентифікують себе з цією спільнотою через широке визнання гендерних відмінностей, при цьому ряд трансчоловіків визначали себе лесбійками (часто як «буч»), перш ніж зрозуміти, що вони натомість трансгендери.
Трансчоловіки мають менший успіх у соціальній інтеграції до спільнот гей-чоловіків цисгендерів, які, як правило, більше орієнтовані на тіло, через фалоцентризм. Ітчак та інші заявляють, що в результаті вони частіше бачать, як трансчоловіки-геї співпрацюють між собою, ніж із гей-чоловіками-цисгендерами.
Деякі вчені аргументують припущення, що трансчоловіки переважно гетеросексуальні і, як правило, мають лесбійську історію.

## Подальше читання
- Джеймісон Грін — Becoming a Visible Man
- Just Add Hormones: An Insider's Guide to the Transsexual Experience, автор Метт Кейлі
- Transmen and FTMs: Identities, Bodies, Genders, and Sexualities Джейсона Кромвеля
- FTM: Female-to-Male Transsexuals in Society. Аарон Х. Девор
- Second Son: Transitioning Toward My Destiny, Love and Life, Раян Салланс